# 龜山島普陀巖
24°50′32″N 121°56′36″E / 24.842225°N 121.943221°E
龜山島普陀巖，舊稱拱蘭宮、廣德宮，是位於臺灣宜蘭縣頭城鎮龜山島的觀音寺，前身曾作哪吒廟、媽祖廟。

## 歷史

### 民間自管
此廟最早為三太子廟。1930年代，一位黃姓島民從中國大陸接回一尊三太子神像，用木材搭建一間簡陋的廟宇供奉。1940年代末，一艘載有媽祖神像的中國大陸漁船停靠於此島。島民與船員協商後，將媽祖神像安置於此廟。此外還供奉王天君。1967年，島民將太子廟改建成媽祖廟，命名爲「拱蘭宮」。
廟內香爐下與多數廟宇不同，並非虎爺，而是一尊舞雙劍、騎白馬的年輕武將。
早年的龜山島民以捕魚維生，平時少返回島上，連每年農曆三月二十三的媽祖誕辰也很難統一返鄉參加誕辰慶典。經眾人討論，選定王天君誕辰的農曆六月十五，統一舉行太子爺生、媽祖生慶典。該日稱為「做六月半」，是島上規模最大的宗教祭典活動。
王崧興在1967年寫有《龜山島：漢人漁村社會之研究》，為台灣戰後時期關於台灣漁村研究之先河。書中有一章敘述龜山島的宗教生活，紀錄以拱蘭宮為島上宗教中心的祭祀活動。
1970年代末，龜山島列為軍事管制區，島民集體遷村。軍方以每坪新台幣一元徵收土地，至於民房未經徵收及島民同意就遂行拆除，地上物如民房、此廟皆無補償。多數居民還因沒登記產權，一百多戶中僅十二戶有補償金。在大溪里仁澤社區興建的住宅，由島民自己分十五年貸款還清。

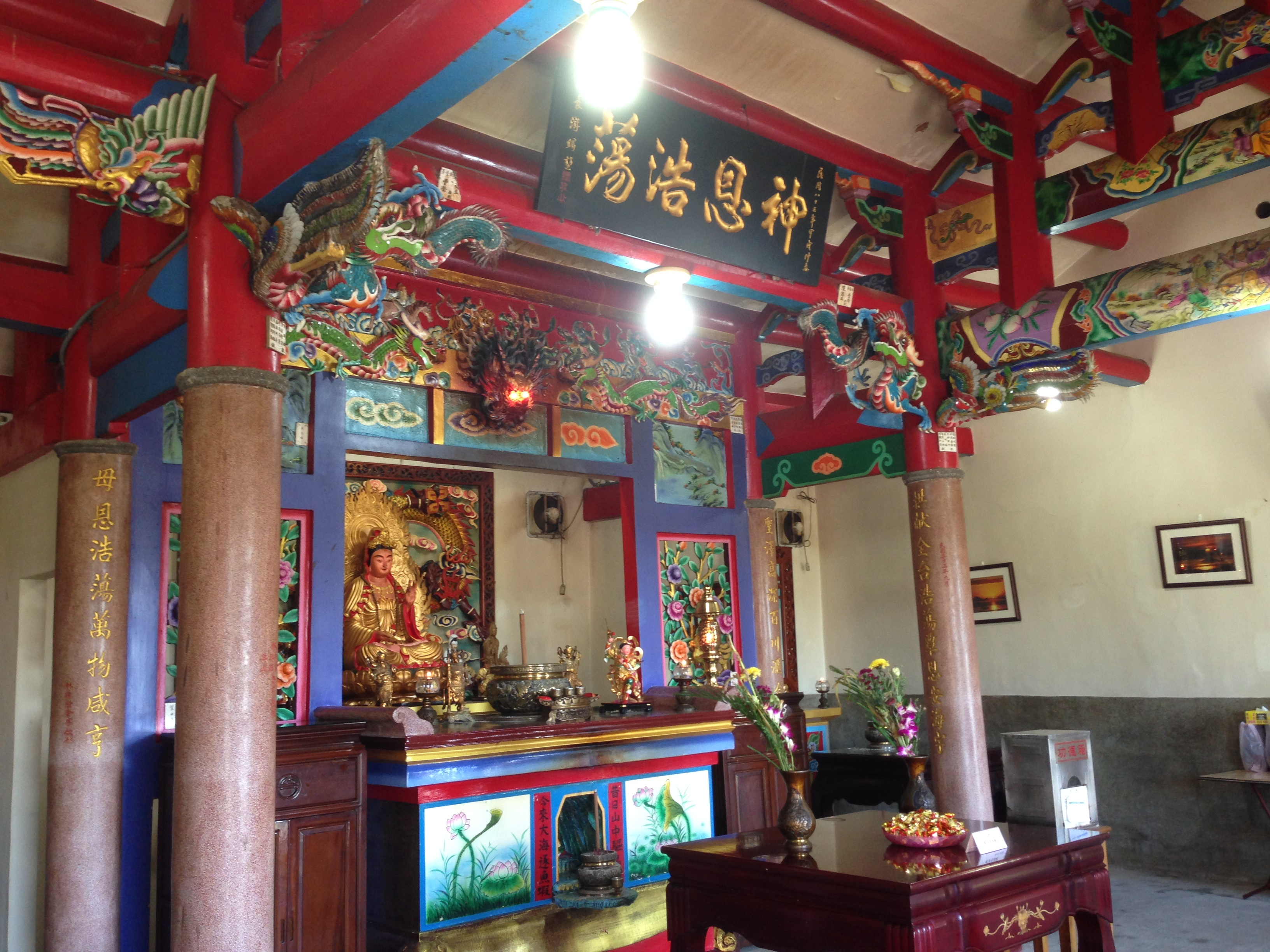
殿內

### 軍方接管
廟內媽祖隨島民搬離後，此廟廢棄，曾短暫名為「廣德宮」。

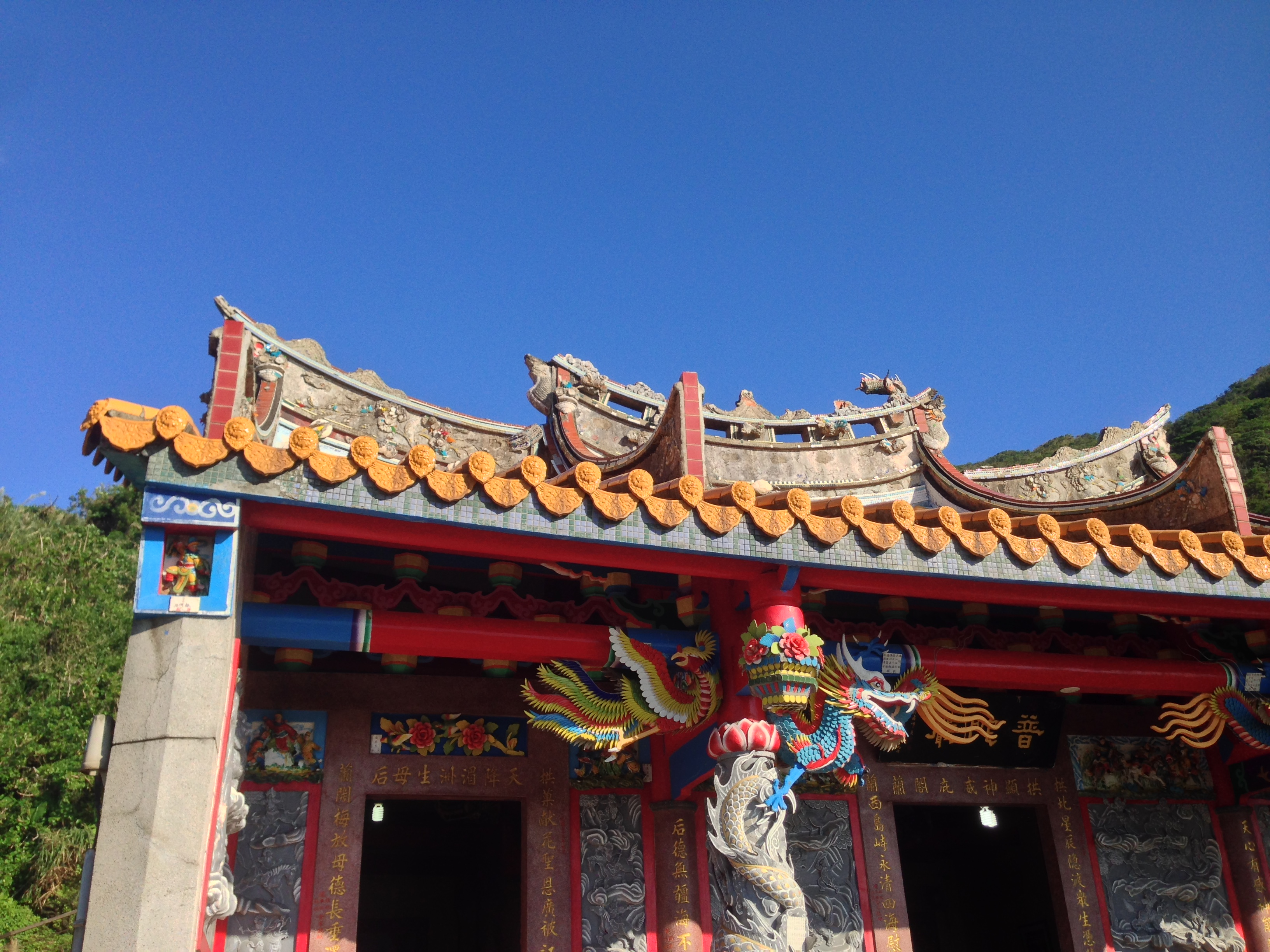
廟宇換神時，將廟簷象徵性損毀而不重修。

在1980年代末、1990年初，該島駐軍先後有曾姓、劉姓連長意外而死，導致軍心不安。時為少將師長的安家鈺令中校政戰處長王派滄去礁溪鄉仁愛之家精舍尋求解決。
1989年夏，仁愛之家的依融法師建議王派滄可找道教重新供奉媽祖，或由他們幫忙安奉觀世音菩薩。隔天，王處長再次來訪，說決定供奉觀世音。於是依融法師和紹覺法師等去找雕塑師翁松山購買神像，價格從十五萬打折成七萬元。
仁愛之家將菩薩像贈給龜山島的駐軍。安座神像需要誦經，可是當時龜山島因軍事管制不准一般百姓登島，於是王派滄到仁愛之家精舍學起敲木魚、唸《大悲咒》和《心經》。1990年5月20日，軍方以車將觀音像從礁溪仁愛之家運至頭城梗枋漁港，沿途以憲兵護衛，讓佛像登船送至龜山島。
當日，王派滄參考龍王拜觀音典故，寫了一張「免朝」牌子掛於船頭，以祈禱不要像前日一樣因天氣不好而折返，並持誦《大悲咒》。在島上，安家鈺率重要幹部焚香醮迎，由王派滄穿道袍在旁誦經，將觀音像送入拱蘭宮安座。王派滄後來還在龜尾湖立了一尊騎龍觀音。
觀音進駐此廟後，士兵在此廟打掃、播放佛經、閱讀、寫信，軍心安定。軍方在廟門懸掛「普陀巖」匾額，另立有「中華民族列祖列宗」牌位。進駐的同年，安家鈺為感謝佛光山鼎力協助，特贈「敬軍楷模」銀盾一座。

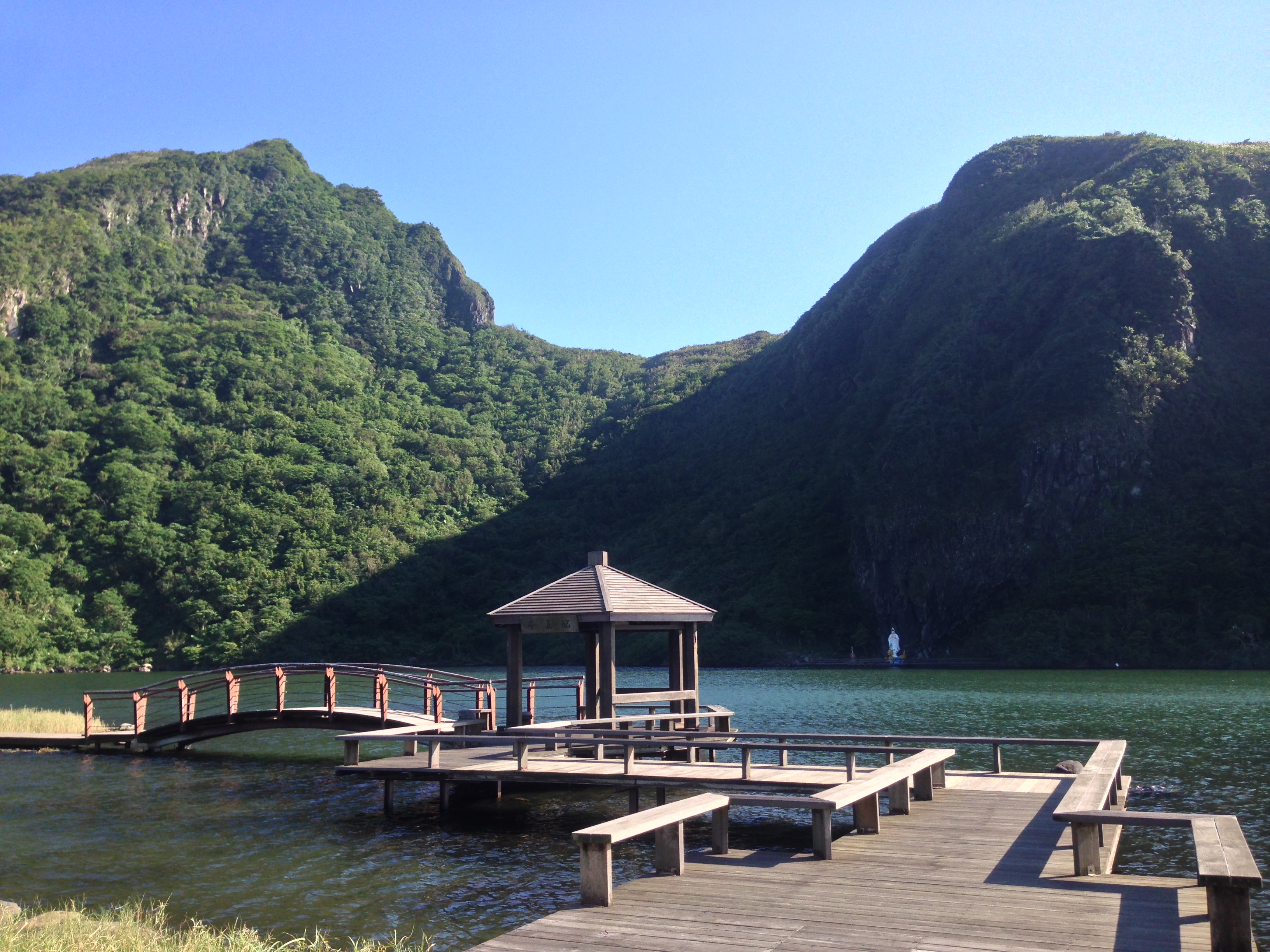
酩嘉亭、龜尾湖、騎龍觀音

1994年，當年搬離龜山的島民舉行「歸來吧！龜山島」活動；上百艘漁船迎接媽祖、三太子、王天君等神像返回龜山島，原島上的神明與住民一起踏上離別近十多年的島嶼。
2000年1月，島由軍方移交給海岸巡防署人員後，將此廟改名為「普陀巖」，引起曾具地主身分的宜蘭市立圖書館長陳俊仁等原先島民不滿。

### 風景處代管
龜山島2000年8月1日重新開放觀光，此廟轉交東北角風管所代管。仁澤社區的龜山島移民早在1999年就爭取將社區改名「龜山島社區」、恢復龜山里之名，還將龜山里龜山路的「282號」門牌編給留在島上的普陀巖，並希望再改回媽祖廟與恢復舊名。 
2016年1月，龜山島移民在仁澤社區重建的拱蘭宮旁新立一尊造價1千3百萬元、高約9.8公尺、面向龜山島的花崗岩媽祖神像。

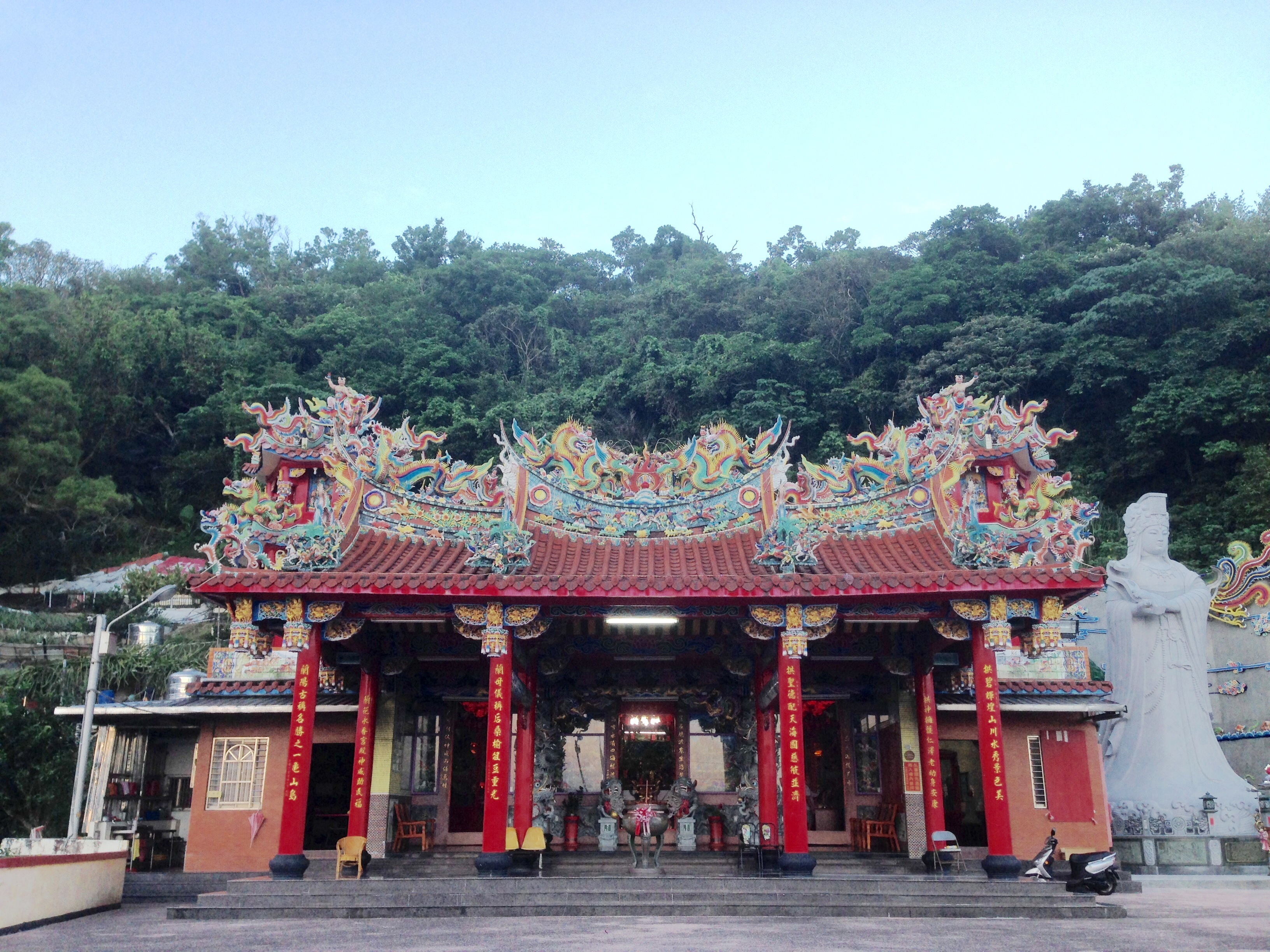
龜山島移民在仁澤社區重建的拱蘭宮。